# Cecropia silvae
Cecropia silvae là loài thực vật có hoa trong họ Tầm ma. Loài này được C.C.Berg mô tả khoa học đầu tiên năm 1972.